# Accademia dei sepolti
L’Accademia dei sepolti è un'accademia di Volterra, nata alla fine del XVI secolo.

## Storia
L'accademia nacque ufficialmente il 17 marzo 1597, su iniziativa di quattro dotti amici volterrani: Francesco di Niccolò Incontri, il sacerdote e poeta Giovanni Villifranchi, il commediografo e poeta Giovan Battista Seghieri, il medico Martino di Antonino Falconcini.
Le riunioni degli accademici furono condotte dapprima in alcune stanze del convento di Sant'Agostino, messe a loro disposizione dal teologo Guglielmo Del Bava, e poi nella chiesa di Santa Maria Maddalena. L'interesse suscitato da una lezione pubblica di incontri spinse il mecenate Raffaello di Giulio Maffei a mettere a disposizione dei Sepolti una sala del suo palazzo, fino a quando, nell'anno 1600, l'Accademia non ebbe a sua disposizione le stanze già abitate dal capitano dei priori.
Le riunioni dell'associazione vertevano sulle "belle lettere" e la giurisprudenza.
Dopo la forzata interruzione a causa dell'epidemia di peste del 1630, l'accademia riprese la sua attività, estendendola anche a rappresentazioni teatrali, lezioni di logica, di teologia, di storia e di archeologia (specialmente etruscologia, vista la presenza locale di importanti reperti di tale civiltà).
Il prestigio dell'istituzione crebbe col passare degli anni, e l'accademia ebbe tra i propri soci corrispondenti molti personaggi della cultura italiana: ne furono membri Pietro Metastasio, Alessandro Manzoni, Antonio Guadagnoli, Giosuè Carducci, Giovanni Marradi, Isidoro Del Lungo, Ermenegildo Pistelli.
Nel 1924 l'Accademia fondò il periodico Rassegna Volterrana, semestrale di arte e cultura, seguito nel 1928 dall'uscita del primo volume della Biblioteca della Rassegna Volterrana, collana destinata a raccogliere i contributi più ampi dell'accademia.
Dal 1964 l'Accademia è stata riconosciuta ente morale.
Tra i suoi membri attuali, l'attore Edoardo Siravo.